# Acraea gracilis
Acraea gracilis är en fjärilsart som beskrevs av Wichgraf 1908. Acraea gracilis ingår i släktet Acraea och familjen praktfjärilar. Inga underarter finns listade i Catalogue of Life.